# Thập niên 630
Thập niên 630 hay thập kỷ 630 chỉ đến những năm từ 630 đến 639.